# فاساي فيرار
فاساي فيرار (بالإنجليزية: Vasai-Virar)‏ هي مدينة، تتبع منطقة ثين، بلغ عدد سكانها 1٬222٬390 نسمة.

## المناخ
يظهر الجدول التالي التغييرات المناخية على مدار السنة لفاساي فيرار:
| البيانات المناخية لـفاساي فيرار         | البيانات المناخية لـفاساي فيرار | البيانات المناخية لـفاساي فيرار | البيانات المناخية لـفاساي فيرار | البيانات المناخية لـفاساي فيرار | البيانات المناخية لـفاساي فيرار | البيانات المناخية لـفاساي فيرار | البيانات المناخية لـفاساي فيرار | البيانات المناخية لـفاساي فيرار | البيانات المناخية لـفاساي فيرار | البيانات المناخية لـفاساي فيرار | البيانات المناخية لـفاساي فيرار | البيانات المناخية لـفاساي فيرار | البيانات المناخية لـفاساي فيرار |
| الشهر                                   | يناير                           | فبراير                          | مارس                            | أبريل                           | مايو                            | يونيو                           | يوليو                           | أغسطس                           | سبتمبر                          | أكتوبر                          | نوفمبر                          | ديسمبر                          | المعدل السنوي                   |
| --------------------------------------- | ------------------------------- | ------------------------------- | ------------------------------- | ------------------------------- | ------------------------------- | ------------------------------- | ------------------------------- | ------------------------------- | ------------------------------- | ------------------------------- | ------------------------------- | ------------------------------- | ------------------------------- |
| متوسط درجة الحرارة الكبرى °م (°ف)       | 28.5 (83.3)                     | 29 (84)                         | 31 (88)                         | 32.5 (90.5)                     | 33.2 (91.8)                     | 32 (90)                         | 29.7 (85.5)                     | 29.5 (85.1)                     | 29.8 (85.6)                     | 32.1 (89.8)                     | 32 (90)                         | 30.3 (86.5)                     | 30.8 (87.5)                     |
| المتوسط اليومي °م (°ف)                  | 23.2 (73.8)                     | 23.7 (74.7)                     | 26.3 (79.3)                     | 28.3 (82.9)                     | 29.8 (85.6)                     | 29 (84)                         | 27.4 (81.3)                     | 27.1 (80.8)                     | 27 (81)                         | 27.8 (82.0)                     | 26.6 (79.9)                     | 24.6 (76.3)                     | 26.7 (80.1)                     |
| متوسط درجة الحرارة الصغرى °م (°ف)       | 17.9 (64.2)                     | 18.5 (65.3)                     | 21.6 (70.9)                     | 24.2 (75.6)                     | 26.5 (79.7)                     | 26.1 (79.0)                     | 25.1 (77.2)                     | 24.7 (76.5)                     | 24.3 (75.7)                     | 23.6 (74.5)                     | 21.2 (70.2)                     | 18.9 (66.0)                     | 22.7 (72.9)                     |
| الهطول مم (إنش)                         | 0 (0)                           | 1 (0.0)                         | 1 (0.0)                         | 0 (0)                           | 10 (0.4)                        | 486 (19.1)                      | 870 (34.3)                      | 531 (20.9)                      | 350 (13.8)                      | 71 (2.8)                        | 6 (0.2)                         | 1 (0.0)                         | 2٬327 (91.5)                    |
| المصدر: Climate-Data.org (altitude: 5m) |                                 |                                 |                                 |                                 |                                 |                                 |                                 |                                 |                                 |                                 |                                 |                                 |                                 |

## أعلام
- أوشا كيران
- إيفان بيريرا